# Upplands runinskrifter 1045
Upplands runinskrifter 1045 är den västligaste (den första från vänster) av de fyra runstenerna utanför Björklinge kyrka. De andra tre stenarna är U 1046, U 1047 och U 1048. En informationstavla vid stenarna saknas. 

## Inskriften

### Inskriften i runor
ᛒᛁᛅᚱᚾᛅᚠᚠᚦᛁ᛫ᛚᛁᛏ᛫ᚼᛅᚴᚢᛅ᛫ᛋᛏᛅᛁᚾ᛫ᛅᛏ᛫ᛒᛁᛅᚱᚾᛅᚠᛅ᛫ᚠᛅᚢᚱ᛫ᛋᛁᚾ᛫ᛅᚴ ᛋ ᛅᛏ

### Inskriften i translitterering[3]
Biarnhofði let haggva stæin at Biarnhofða, faður sinn

### Inskriften i översättning
"Björnhövde lät hugga stenen åt Björnhövde sin fader"

## Historia
Faderns och sonens gemensamma namn Björnhövde återfinns även på runstenen U 1113 som ligger ca 1 km väst om U 1045 längs vägen mot Häggeby.
Runstenen flyttades 1920 till sin nuvarande plats utanför kyrkan. Alla runstenor vid Björklinge kyrka har målats om sommaren 2008.

## Bildgalleri

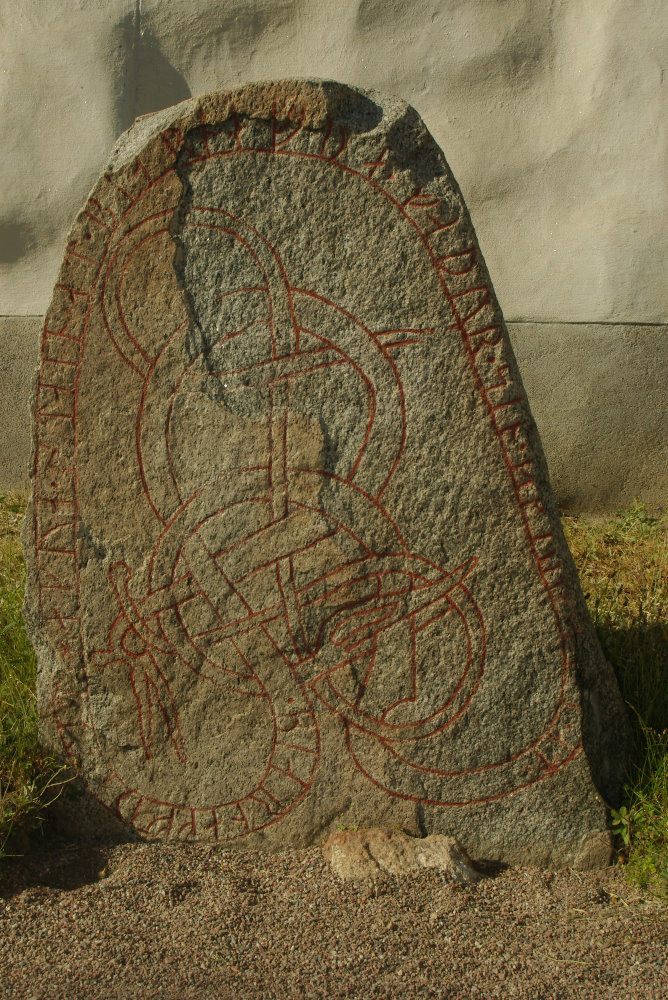
U 1045 år 2006
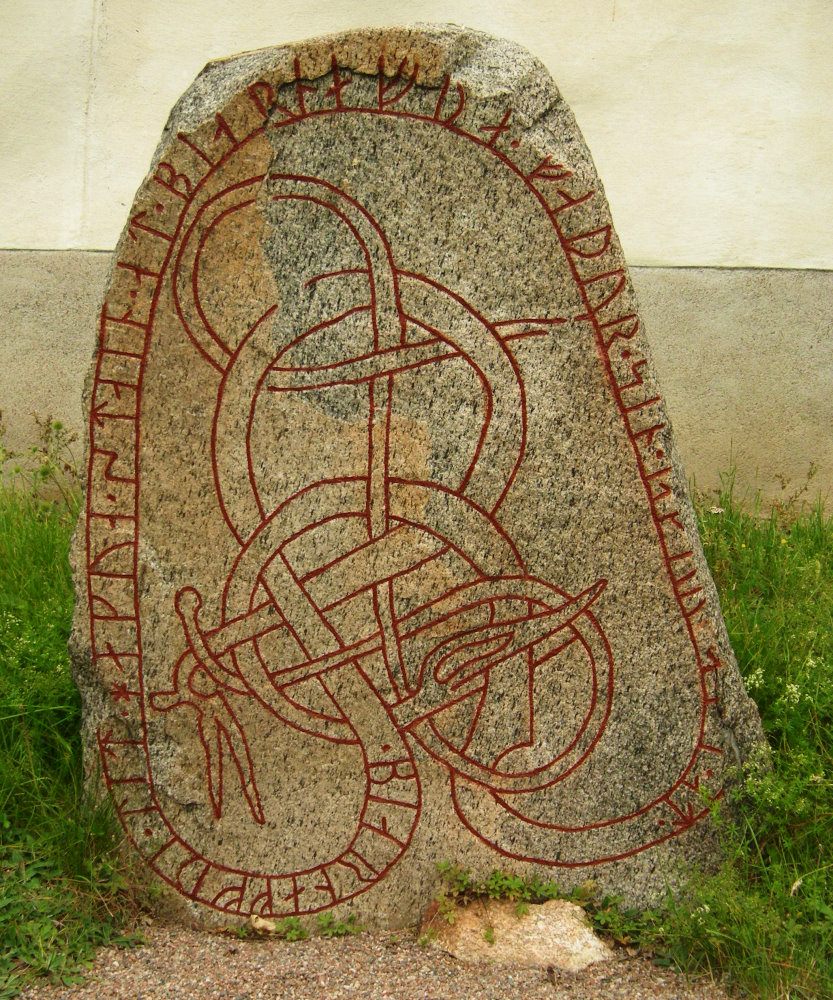
U 1045 år 2009